# زاوية سيدي بن عيسى بتمزرت

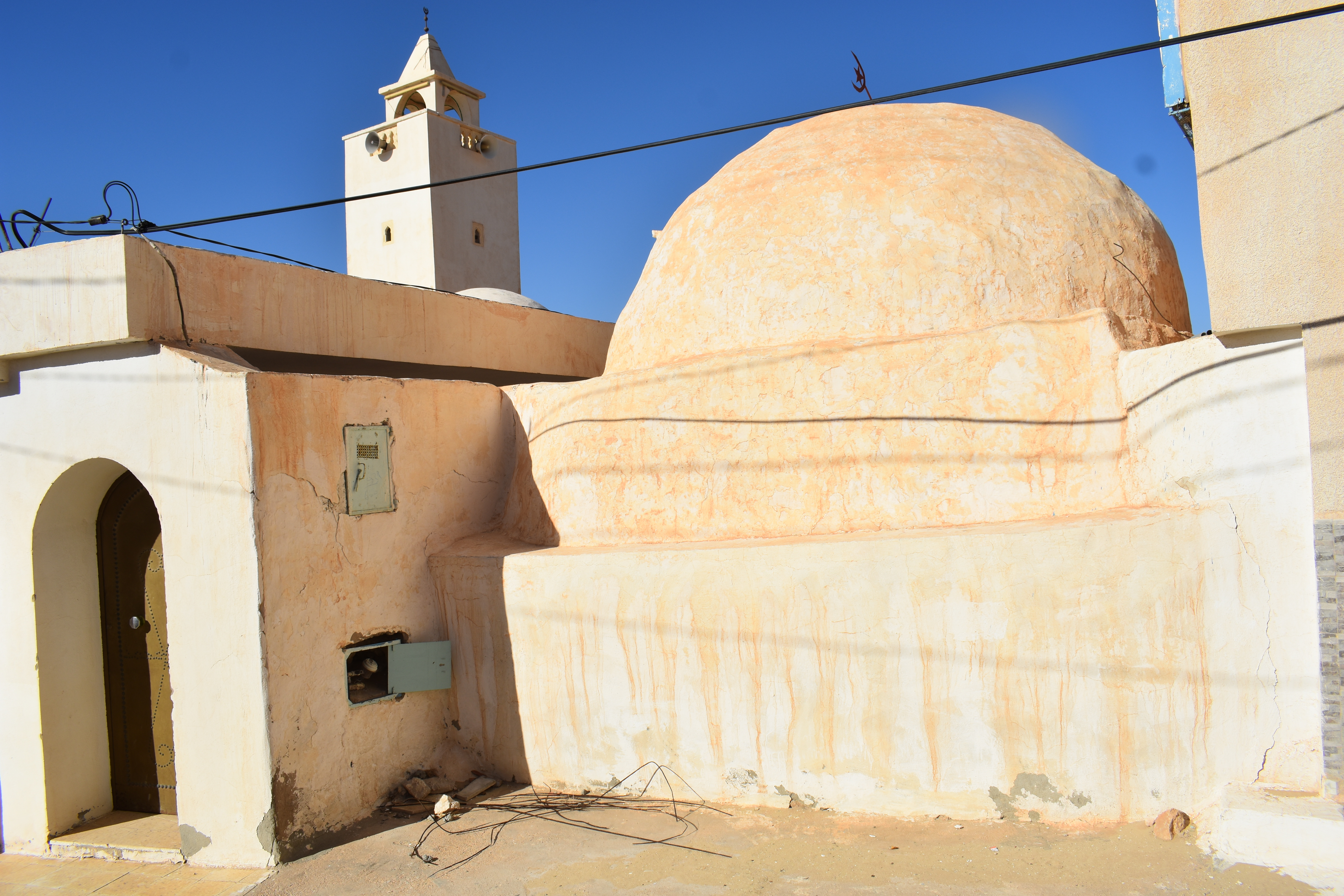

 زاوية سيدي بن عيسى بتمزرت  هو معلم أثري تونسي مصنف من قبل المعهد الوطني للتراث يقع في ولاية قابس في الجنوب الشرقي التونسي، تحديد في مدينة معتمدية مطماطة القديمة تم تصنيف المعلم في يوم 26 جانفي 2024 .

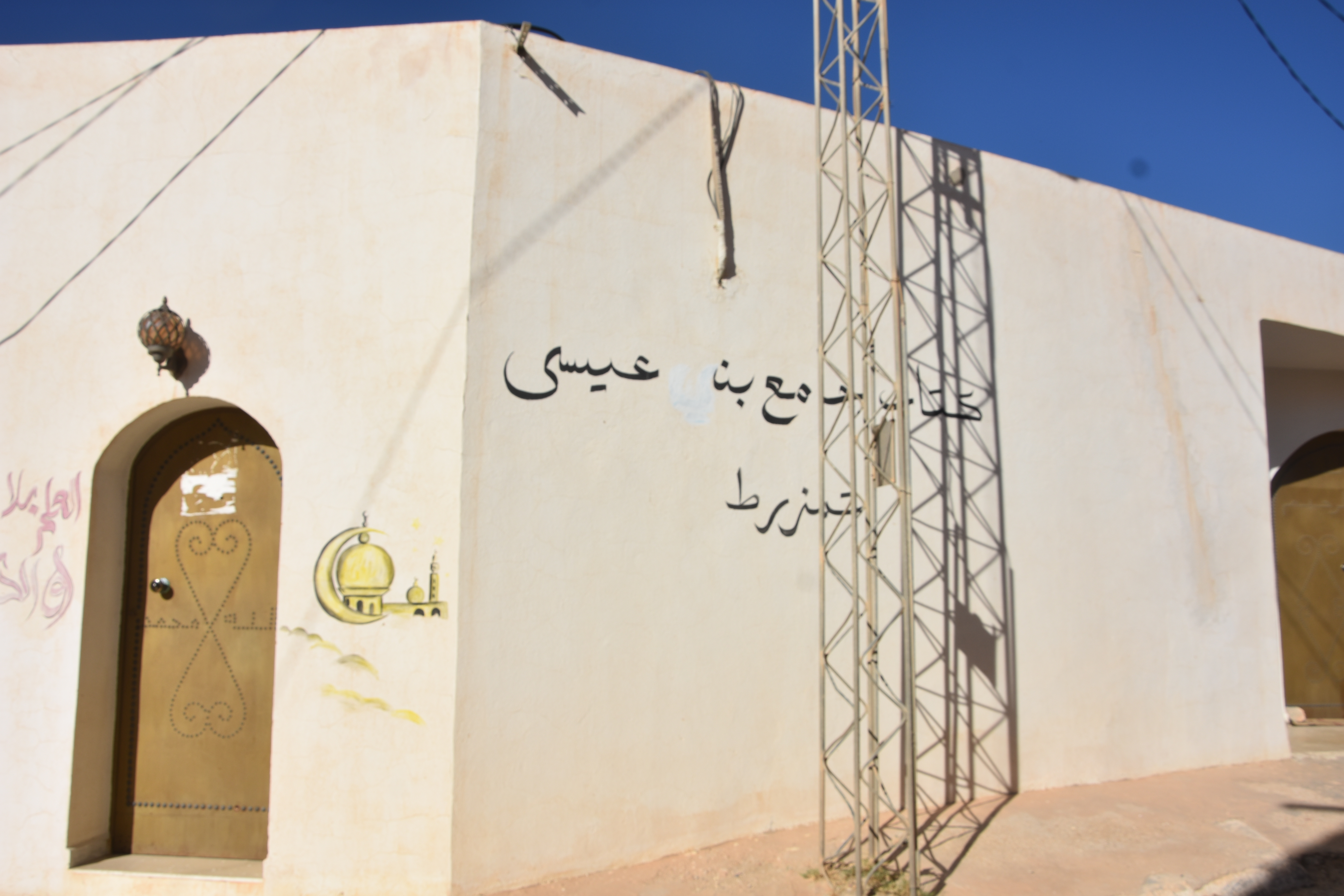

## مقالات ذات صلة
- قائمة المعالم الأثرية المصنفة في تونس